# ایرینا گراسیمنک
ایرینا گراسیمنک (روسی: Ирина Александровна Герасимёнок؛ زادهٔ ۶ اکتبر ۱۹۷۰) تیرانداز اهل روسیه است.